# جیگدو
جیگدو (به انگلیسی: Jigdo) (واژه‌ای مرکب از "Jigsaw" و "Download") ابزاری است برای دانلود که در ابتدا برای پروژهٔ دبیان گنو/لینوکس طراحی شد و کارش دانلود از چندین سرور
و ساخت یک لوح فشرده بود. جیگدو نرم‌افزار آزاد است و تحت اجازه‌نامه عمومی همگانی گنو انتشار می‌یابد و توسط ریچارد آترا نوشته شده‌است. در حال حاضر اوبونتو، فدورا، سولاریس و فری‌بی‌اس‌دی از طریق جیگدو قابل دسترسی‌اند.
تصور اشتباهی که در مورد جیگدو وجود دارد این است که این ابزاری برای ساخت ایمیج‌های لوح فشرده است. اما در اصل اینطور نیست.
کاربری که می‌خواهد دیسکی را توسط جیگدو دانلود کند و بسازد، ابتدا باید فایلی با فرمت imagename.jigdo را دریافت کند که حجم بسیار کمی دارد. سپس این فایل به برنامهٔ کارخواه داده می‌شود و در ادامه فایل دیگری با فرمت imagename.template و تعدادی فایل deb. (که در فایل jigdo. لیست شده‌اند) از اینترنت دریافت می‌شوند. سپس باید از ابزاری مانند mkisofs برای ساخت فایل ISO (برای سوزاندن بر روی لوح فشرده) استفاده شود.
جیگدو در دبیان استفاده شد، برای کاهش سایت‌های آینه‌ای متعدد جهت نگهداری فایل‌های ISO و همچنین حجم و پهنای باند زیاد جهت در اختیار قرار دادن چندین فایل لوح فشرده با حجم ۶۵۰ مگابایت (و بتازگی فایل‌های DVD با حجم ۴٫۷ گیگابایت و فایل‌های ۲۵ گیگابایتیِ بلو-ری). جیگدو این امکان را فراهم می‌کند که سایت‌های آینه‌ای فقط به صورت آرشیو عادی دبیان باقی بمانند. به اینصورت که نیازی نیست بسته‌های نرم‌افزاری با هم تلفیق شوند و تشکیل یک فایل لوح فشرده را بدهند، بلکه به صورت فایل‌های جدا از همی که از طریق ابزار ابزار بسته‌بندی پیشرفته نیز قابل دستیابی‌اند باقی می‌مانند.
مزیت دیگر این سیستم این است که وقتی تغییری در فایل لوح فشرده در سمت سرور رخ می‌دهد، جیگدو فقط تغییرات را دانلود می‌کند. به این ترتیب در هنگام ارتقاء فایل‌های ایمیج لوح فشرده، مقدار بسیار کمتری دانلود خواهیم داشت.